# Ammiraglio del Mar Oceano
Ammiraglio del Mar Oceano o ammiraglio delle Indie (in spagnolo almirante de la Mar Océana e almirante de las Índias) fu un titolo conferito dai re cattolici a Cristoforo Colombo come stabilito nelle capitolazioni di Santa Fe, risalenti al 17 aprile 1492. Il titolo venne attribuito in perpetuo a Colombo e ai suoi discendenti.
(Capitulaciones de Santa Fe, 17 de abril de 1492.)